# Провінційний парк Татшеншині-Алсек
Парк Татшеншині-Алсек або Татшеншині-Алсек провінційний парк дикої природи — провінційний парк у Британській Колумбії, Канада 9,580 км2 (3,699 миля2). Він був заснований у 1993 році після інтенсивної кампанії канадських і американських природоохоронних організацій, щоб припинити розвідку та розробку корисних копалин у цьому районі та захистити територію через її сильну природну спадщину та цінності біорізноманіття.
Парк розташований у самому північно-західному куточку Британської Колумбії, що межує з американським штатом Аляска та канадською територією Юкон. Розташований між Юконським національним парком і заповідником Клуейн у Юконі та Глейшер-Бей і Національним парком і резерватом Врангеля — св. Іллі на Алясці. Національні парки та заповідники Еліас, парк включає всі землі в Британській Колумбії на захід від шосе Хейнс. Він є частиною Клуоні / Врангеля – св. Іллі / Глейшер-Бей / Татшеншини-Алсек. Паркова система Еліас-Глейшер-Бей-Татшеншині-Альсек, а в 1994 році була включена до списку Світової спадщини ЮНЕСКО.

## Історія
Протягом століть у цій місцевості проживали численні корінні народи, включно з історичними тлінгітами та південними тутчоне, які будували рибальські села вздовж річок. Східна околиця парку пролягає стародавнім торговим шляхом, який використовували чилкати (народ тлінкітів) для обміну з тутчоне.
У середині 19 століття раптовий прорив природної дамби на річці Алсек спричинив сильну повінь. Дамба була утворена просуванням льодовика через усе русло річки Алсек; перегороджена річка утворила велике тимчасове озеро вище за течією завалу. Водяна стіна 7 м (23 фут) високий і 15 м (49 фут) знесло ціле село тутчоне в море біля Сухої затоки, убивши всіх жителів.
Татшеншині-Алсек був однією з останніх областей Британської Колумбії, яку було нанесено на карту та досліджено. У 1960-х роках тут були проведені перші геологорозвідувальні роботи на корисні копалини. Значні родовища міді були знайдені в околицях вітряної скелястої гори, в центрі району Татшеншині. У середині 1970-х років дві компанії вперше почали сплавляти по річках Татшеншині (він же «Тат», цей термін також використовується для позначення регіону) і Альсек. У середині 1980-х років з'явилася пропозиція переробити Windy Craggy Peak у величезну відкритий кар'єр.
У 1991 році було засновано Tatshenshini International, що об'єднує 50 провідних природоохоронних організацій Північної Америки. Послідувала надзвичайно інтенсивна кампанія в Канаді та Сполучених Штатах, зокрема в Конгресі США і, зрештою, в Білому домі, за активної участі тодішнього віце-президента Ела Гора. Зрештою прем'єр-міністр Британської Колумбії Майк Гаркорт відповів, розпочавши перегляд проблем, пов'язаних із Татшеншині-Алсек, Комісією з ресурсів і навколишнього середовища (CORE). У червні 1993 року уряд Британської Колумбії під керівництвом прем'єр-міністра Гаркорта вирішив захистити Татшеншині-Алсек як парк класу А. Власники претензій на мінерал Windy-Craggy отримали 103,8 мільйона доларів.
У поєднанні з прилеглими національними парками це завершило охорону найбільшого у світі міжнародного паркового комплексу. Міжнародний союз охорони природи (МСОП) запропонував цю територію охороняти як об'єкт Світової спадщини ЮНЕСКО. Клуоні / Врангеля – св. Іллі / Глейшер-Бей / Татшеншини-Алсек транскордонна паркова система Еліас-Глейшер-Бей-Татшеншині-Алсек, що складається з парків Клуане, Національного парку і резервату Врангеля — св. Іллі, Глейшер-Бей і Татшеншині-Алсек, була оголошена ЮНЕСКО об'єктом Світової спадщини в 1994 році через вражаючі ландшафти льодовиків і льодових полів, а також важливість його середовище існування для ведмедів гризлі, карибу та баранів Далля.
У 1999 році група мисливців на овець знайшла артефакти та останки молодого чоловіка біля підніжжя льодовика в парку; пізніше його назвали Kwäday Dän Ts'ìnchi, або «Людина, знайдена давно». Виявилося, що добре збереженому замороженому тілу від 300 до 550 років. З приводу цієї знахідки на їхній історичній території звернулися до представників перших націй Шампань та Айшихік, і вони назвали молодого чоловіка. Крім того, вони погодилися на наукову та ДНК-експертизу останків. Дослідники набрали волонтерів, щоб перевірити, чи можна знайти людей, генетично пов'язаних із «крижаною людиною». Близько 241 добровольця пройшли тестування з регіону Шампань та Айшіхік, а також народів, пов'язаних з Юконом, Британською Колумбією та Аляскою. Сімнадцять живих родичів, включно з двома сестрами, були знайдені в перших націях Шампані та Айшихік, які пов'язані через збіг мітохондріальної ДНК по прямій жіночій лінії. П'ятнадцять із цих 17 ідентифікуються як клан Вовка, що свідчить про те, що молодий чоловік також належав до цього клану. У материнській системі спорідненості діти вважаються народженими у клані матері, а походження визначається по лінії матері.

## Дика природа

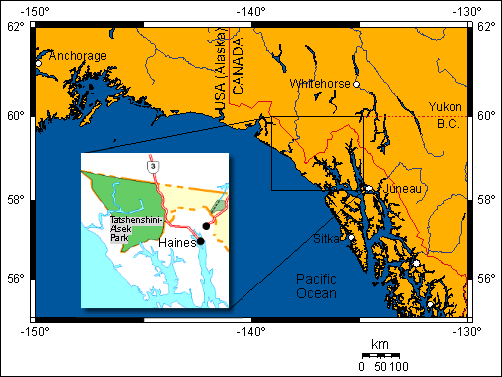
Парк Татшеншині-Алсек

Річки Альсек і Татшеншині протікають парком у висічених льодовиком U-подібних долинах. Ці долини через прибережні гори пропускають прохолодне, вологе океанське повітря в холодну внутрішню частину. Швидка зміна океану до внутрішнього середовища, часті повені, зсуви та лавини, різноманітна геологія та значні зміни висоти разом створили винятково різноманітні умови існування.
У парку Татшеншині-Алсек проживає велика популяція ведмедів гризлі. Зелена зона, яка прорізає бар'єр з гір і льоду, з'єднує прибережні та внутрішні популяції ведмедів гризлі та забезпечує ідеальне середовище існування. Парк є єдиною канадською домівкою льодовикового ведмедя. Ця надзвичайно рідкісна синьо-сіра фаза забарвлення чорного ведмедя трапляється лише в межах парку та трохи за кордоном зі Сполученими Штатами.
Крім ведмедів, у парку Татшеншині-Алсек також мешкають барани Далла, а також виняткова кількість снігових кіз, кенаївських лосів, сірих вовків, орлів (білоголовий і беркут), соколів (сапсан і кречет) і лебедів-трубачів.
Уздовж берегової лінії можна побачити морських левів і горбатих китів.
Там розташовані хребти Альсек і гора Ферветер на висоті 4,671 метра (15,32 фут) є найвищою вершиною провінції. Район Татшеншині-Алсек розташована в зоні високої сейсмічної активності. Зсуви вздовж розломів Ферветер і Хаббард/Борддер на заході та розлому Деналі на півночі викликають регулярні землетруси.